# Tony Rees
Anthony Andrew Rees (født 1. august 1964 i Merthyr Tydfil, Wales) er en walisisk tidligere fodboldspiller (angriber). Han spillede én kamp for det walisiske landshold, en venskabskamp mod Norge i 1984.
Rees tilbragte størstedelen af sin klubkarriere i England, hvor han spillede for klubber i hver af landets fire øverste fodboldrækker. Han tilbragte blandt andet fem år hos Birmingham City, og var også tilknyttet den anden store Birmingham-klub, Aston Villa.